# 매지컬 카난
《매지컬 카난》(Magical Canan, まじかるカナン)은 terios에서 1999년 개발/발매 한 어덜트 게임이다. 이후 성인용 OVA와 TV 애니메이션화되었다.

## 개요
당시 카드캡터 사쿠라의 붐으로 마법소녀물이 유행인 시절에, elf에서 독립한 요코다 마모루가 스테프를 모아 설립한 신생 브랜드 terios에서 개발한 어덜트 게임. 유저들의 호평을 받아 성인용 OVA화와 TV 애니메이션 화가 되었다. 2004년에는 매지컬 카난 선물박스가 동사로부터 발매되었다.

## 등장인물
- 치하야(카마인) : 본작의 주인공. 마법세계로부터 봉을 받아서 변신을 한다. 변신 후에는 카마인으로 불리고 있다.

## 애니메이션

### 성인용 OVA
1999년 발매. 레몬하트 제작. 총 4화가 발매되었다.

### TV 애니메이션
AIC가 제작. 캐릭터 디자인은 와타나베 아키오. 원작과는 약간 상이한 노선의 TV 애니메이션이 되고 있었다. 총 13화. 방영기간은 2005년 1월부터 3월까지.

## 스테프
- 원화 : 요코다 마모루